# Titularbistum Samos
Samos  (ital.: Samo) ist ein Titularbistum der römisch-katholischen Kirche. 
Es geht zurück auf ein früheres Bistum auf der Insel Samos in der östlichen Ägäis, die in der Spätantike zur römischen Provinz Insulae gehörte. Das Bistum gehörte der Kirchenprovinz Rhodos an.
| Titularbischöfe von Samos |                                                    | |                   |                    |
| Nr.                       | Name                                               | Amt | von               | bis                |
| 1                         | Pierre-Herman Dosquet PSS                          | Weihbischof in Québec Koadjutorbischof von Québec (Kanada)                                                        | 26. November 1727 | 12. September 1733 |
| 2                         | Théodore-Augustin Forcade MEP                      | Apostolischer Vikar von Japan (Japan)                                                                             | 27. März 1846     | 12. September 1853 |
| 3                         | Giovanni Filiberto Deppen                          | Weihbischof in ’s-Hertogenbosch (Niederlande)                                                                     | 15. November 1853 |                    |
| 4                         | Nicola de Martino                                  | emeritierter Bischof von Venosa (Italien)                                                                         | 15. Juli 1878     | 11. Mai 1881       |
| 5                         | Benedetto Mariani                                  | Weihbischof in Sabina-Farfa (Italien)                                                                             | 4. August 1881    |                    |
| 6                         | Giulio Tonti Titularerzbischof pro hac vice        | Apostolischer Delegat Apostolischer Administrator von Port-au-Prince (Haiti)                                      | 11. Juli 1892     | 15. Juli 1893      |
| 7                         | Angelo Maria Meraviglia Mantegazza                 | Weihbischof in Mailand (Italien)                                                                                  | 21. Mai 1894      | 24. April 1897     |
| 8                         | Karol Antoni Niedziałkowski                        | Weihbischof in Minsk-Mahiljou (Weißrussland)                                                                      | 21. Juli 1897     | 15. April 1901     |
| 9                         | Thomas James Conaty                                | Rektor der Katholischen Universität von Amerika (USA)                                                             | 21. August 1901   | 27. März 1903      |
| 10                        | Georg Wuschanski                                   | Apostolischer Administrator der Oberlausitz Apostolischer Vikar der Sächsischen Erblande in Dresden (Deutschland) | 13. Februar 1904  | 28. Dezember 1905  |
| 11                        | Pierre-Joseph Geay                                 | emeritierter Bischof von Laval (Frankreich)                                                                       | 10. Juni 1906     | 14. November 1919  |
| 12                        | Giuseppe Lagumina                                  | Weihbischof in Palermo (Italien)                                                                                  | 16. Dezember 1920 | 15. Juli 1929      |
| 13                        | Vincenzo Migliorelli                               | emeritierter Bischof von San Severino-Treia (Italien)                                                             | 27. Februar 1930  | 24. Februar 1939   |
| 14                        | Albert Lewis Fletcher                              | Weihbischof in Little Rock (USA)                                                                                  | 11. Dezember 1939 | 7. Dezember 1946   |
| 15                        | Antonin Alois Weber Titularerzbischof pro hac vice | emeritierter Bischof von Leitmeritz (Tschechoslowakei)                                                            | 10. März 1947     | 12. September 1948 |
| 16                        | Matteo Guido Sperandeo                             | Weihbischof in Nola (Italien)                                                                                     | 28. Mai 1949      | 23. Februar 1952   |
| 17                        | Giuseppe Olivotti                                  | Weihbischof in Venedig (Italien)                                                                                  | 10. Februar 1957  | 9. März 1974       |